# Il cambiavalute e sua moglie
Il cambiavalute e sua moglie è un dipinto ad olio su tavola del pittore fiammingo Quentin Massys, realizzata nel 1514 e attualmente conservata a Parigi, al Museo del Louvre.

## Descrizione
Il cambiavalute è posto sul bancone, ben in vista accanto ad un libro d'ore. Nell’opera c’è anche uno specchio convesso, nel quale si riflette una finestra che non può essere altro che una metafora: lo specchio vicino al libro di preghiere invita a “trasporre” sul piano simbolico quanto è descritto figurativamente e a non limitarsi a vedere la coppia nella situazione quotidiana in cui appare rappresentata.